# 第1-4钢琴协奏曲 (莫扎特)
第1到第4钢琴协奏曲是莫扎特在他11岁时（1767年）于萨尔茨堡完成的四部作品，尽管长期以来被认为是原创作品，这四部协奏曲实际上改编自多位德国音乐家的奏鸣曲。

## F大调第1钢琴协奏曲 (K.37)
共3个乐章：
1. 快板（Allegro）：改编自劳帕赫（Hermann_Raupach）1762年的的小提琴伴奏的键盘奏鸣曲作品（Op.1, No.5）
2. 行板（Andante）：第二乐章由来不明，第五版新格罗夫音乐与音乐家辞典的作者埃里克·布洛姆（Eric Blom）认为是莫扎特的原创
3. 快板（Allegro）：改编自奥诺埃尔（Leontzi_Honauer）1763年的的作品（Op.2, No.3） [1]

## 降B大调第2钢琴协奏曲 (K.39)
1. 朝气蓬勃的快板（Allegro spiritoso）：改编自劳帕赫的作品
2. 行板（Andante）：改编自肖伯特（Johann Schobert）的作品
3. 很快的快板（Molto allegro）：改编自劳帕赫的作品[2]

## D大调第3钢琴协奏曲 (K.40)
共3个乐章：
1. 庄严的快板（Allegro maestoso）：改编自奥诺埃尔1763年的的羽管键琴奏鸣曲（Op.2, No.1）
2. 行板（Andante）：改编自埃卡特（Johann Gottfried Eckard）1763年的小提琴奏鸣曲（Op.1, No.4）
3. 急板（Presto）：改编自C.P.E.巴赫1756年的的一首键盘作品 La Boehmer (H.81) [3]

## G大调第4钢琴协奏曲 (K.41)
共3个乐章：
1. 快板（Allegro）：改编自奥诺埃尔1761年的羽管键琴奏鸣曲（Op.1, No.1）
2. 行板（Andante）：改编自劳帕赫1762年的小提琴奏鸣曲（Op.1, No.1)
3. 很快的快板（Molto Allegro）：改编自奥诺埃尔1761年的羽管键琴奏鸣曲（Op.1, No.1） [4]